# Ghioșești, Prahova
Ghioșești (mai vechi, Ghiocești) este o localitate componentă a orașului Comarnic din județul Prahova, Muntenia, România.
În 1861, așezarea era un cătun ce aparținea de satul Comarnic, plaiul Prahova.